# Vídeňský ležák
Vídeňský ležák (Vienna lager) je obecně spodně kvašené pivo tmavě červené, jantarové, až měděné barvy a výrazné sladové chuti, která by se měla mísit s výraznou chmelovou hořkostí vídeňského chmelu. Chmelové aroma je méně výrazné až průměrné. Přibližný podíl alkoholu je 5 %. Základní surovinou je vídeňský slad, který se nechává zrát déle než světlé slady a stojí svými vlastnostmi mezi světlým a tmavým sladem.
Jako první toto pivo uvařil Anton Dreher roku 1840 ve Vídni. Ve střední Evropě jeho výroba upadla, uchytilo se však díky vojákům Maxmiliána I. Habsburského v Mexiku a rozšířilo se po americkém kontinentu.  
Z vídeňského sladu se připravuje obdobný typ zvaný „Märzen“ (Březňák). Pivo se jmenuje podle toho, že se produkovalo v měsíci březnu (později už bylo na vaření piva příliš teplo) a mělo vyšší obsah alkoholu, aby vydrželo skladování přes celé léto.